# Danzig Szabad Város
Danzig Szabad Város (németül: Freie Stadt Danzig, francia nyelven Ville libre de Dantzig, lengyelül: Wolne Miasto Gdańsk) egy részben autonóm városállam volt a mai danzigi kerületben. 1920. november 15-én a versailles-i békeszerződés értelmében különleges státuszt kapott, amelyet 1939-ig, a második világháború kezdetéig őrzött. Területe Danzigot és kétszáz környező települést fogta össze.
A Népszövetség rendelkezése szerint a Németországtól és a Lengyelországtól is különálló terület volt, de nem vált függetlenné, hanem kötelező vámunióban Lengyelországgal a Népszövetség protektorátusa maradt. A lengyelek jogot kaptak a közlekedés, a hírközlés és a kikötő fenntartására és fejlesztésére. Létrehozásának fő céljaként Lengyelországot kiépített kikötőhöz akarták juttatni a Balti-tengeren, de figyelembe vették, hogy a lakosság 95%-a német.
Először (1807-ben) Napóleon hasította ki a Porosz Királyságból, és Danzigi Köztársaságnak nevezte el, de hét év múlva már az oroszoké lett. 1815-ben a Bécsi kongresszus visszaadta Poroszországnak. 1871-ben lett az egységes Németország területe, mint fontos kereskedelmi központ.
A szerződésben függetlenségét a győztes antanthatalmak: a franciák és a britek garantálták. Fő céljuk Lengyelország és a Balti-tenger közvetlen kapcsolata volt – a másodlagos Königsberg (a jelenlegi Kalinyingrád) és Németország átjárásának nehezítése. Első elnökét a Népszövetség jelölte ki. 1894 négyzetkilométeres területén óriási többségben németek laktak. Négy nagyobb városában, a 252 faluban és 63 tanyán 1920 körül mintegy 350 000 ember élt; a lengyelek aránya a 20 százalékot se közelítette. A parlamenti részvételért németek alapította pártok csatáztak, a fizetőeszköz a német gulden volt.
1933-ban a városban az NSDAP helyi szervezete vette át az irányítást, és felszámolta a demokratikus ellenzéket. A második világháború első napjaiban, a lengyelországi hadjárat során a Szabad Város státuszt megszüntették és területét beolvasztották a Harmadik Birodalomba. A háború végén a város a szovjet Vörös Hadsereg megszállása alá került, ami után azt végleg Lengyelországhoz csatolták.
1947-re 126 472 danzigi németet telepítettek ki az Odera és Neiße folyóktól nyugatra lévő német területekre és helyükre 101 873 közép-lengyelországi és 26 629 egykori kelet-lengyelországi lakost telepítettek.

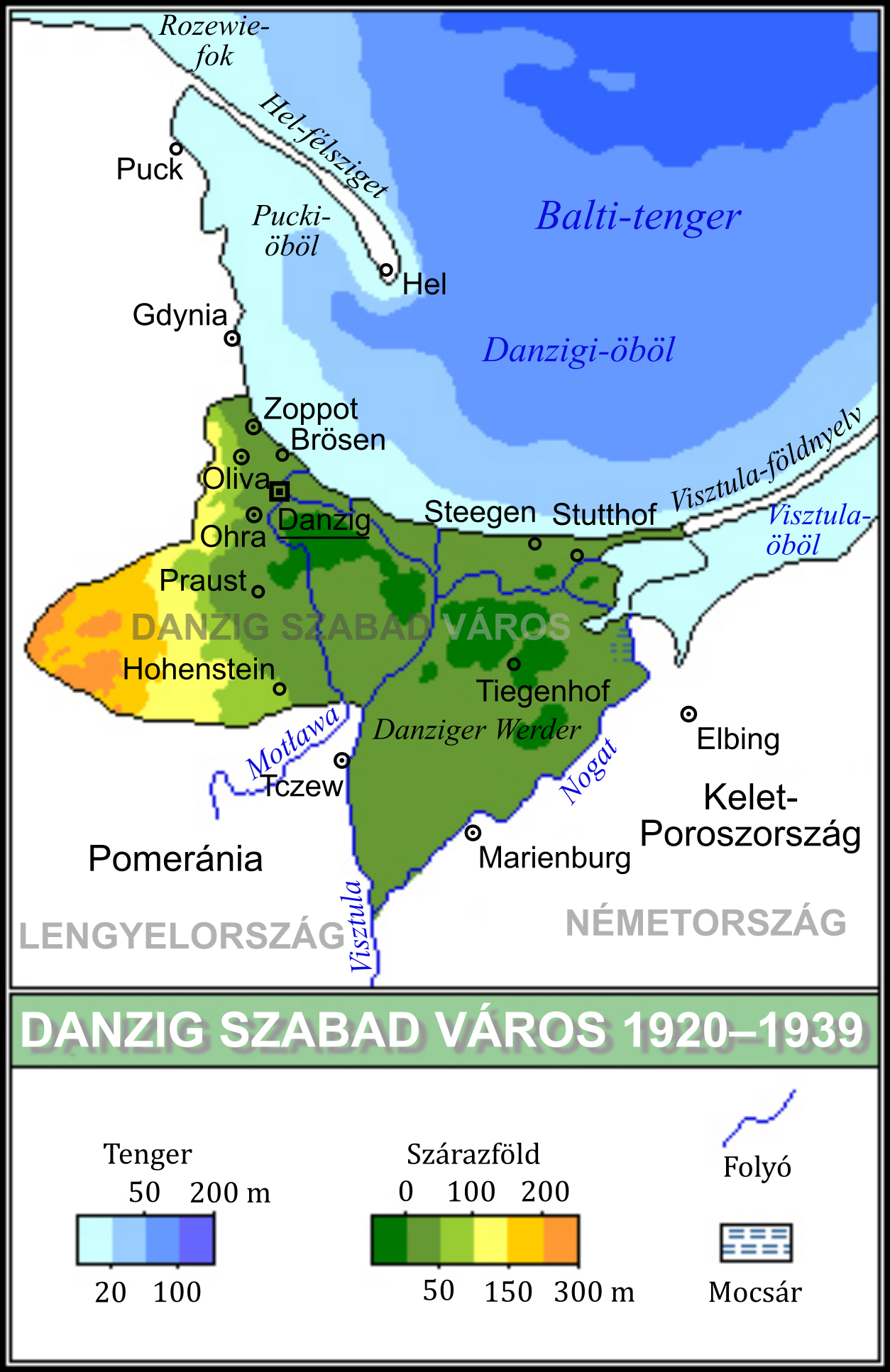
Danzig Szabad Város domborzati térképe